# キム・スタンリー・ロビンソン
キム・スタンリー・ロビンソン（Kim Stanley Robinson、1952年3月23日 - ）は、アメリカ合衆国のSF作家であり、多くの賞を受賞した《火星三部作》で最もよく知られている。彼の作品は通常、生態学的で社会学的なテーマを掘り下げる。彼の小説の多くは自身の科学的興味の直接的結果のように思われる。彼の最も有名な作品も、15年にわたる研究と子供の頃からの火星に対する興味の結果と言えよう。
ロビンソンの作品を評論家は「文学的なSF小説」と分類する。

## 経歴
イリノイ州ウォキーガンで生まれ、南カリフォルニアで育った。1974年、彼は文学士としてカリフォルニア大学サンディエゴ校を卒業、1975年にボストン大学で英文学の修士号を得た。1982年にはカリフォルニア大学サンディエゴ校で英文学の博士号を得た。そのときの博士論文 The Novels of Philip K. Dick（フィリップ・K・ディックの小説）は1984年に出版された。
自らは登山家ではなくバックパッカーだとしているが、登山はいくつかの作品で扱われており、例えば『南極大陸』、《火星三部作》(およびその元となった短編小説 "Green Mars")、Forty Signs of Rain、Escape from Kathmandu で顕著である。
1982年、彼は環境化学者の Lisa Howland Nowell と結婚し、2人の息子を育てている。ロビンソンはかつてカリフォルニア州、ワシントンD.C.、スイス(1980年代)に住んでいた。現在はカリフォルニア州デイビスに住んでいる。
2009年にはクラリオン・ワークショップで講師を務めた。2010年、オーストラリアのメルボルンで開催された第68回ワールドコンのゲスト・オブ・オナーとして招かれた。2011年4月、カリフォルニア大学サンタクルーズ校で開催された第2回 Rethinking Capitalism（資本主義再考）会議に出席した。そこでは、資本主義の周期的性質についての話をしている。

## 主要作品

### オレンジカウンティ三部作
Three Californias Trilogy とも呼ばれている。『荒れた岸辺』(1984)、『ゴールド・コースト』(1988)、Pacific Edge (1990) の三作で構成されている。一般的意味では三部作とは言えず、ストーリーに関連性はない。この三作はカリフォルニアの3つの異なる未来を描いたものと言える。
『荒れた岸辺』は、核戦争によって全土が荒廃したアメリカ合衆国で、文明を取り戻すために奮闘するカリフォルニアを描いている。『ゴールド・コースト』は、過剰に工業化され、テクノロジーにますます依存するようになったカリフォルニアを描き、軍需企業とテロリストの戦いによって分裂状態となったカリフォルニアを描いている。Pacific Edge は、生態学的に正気になったカリフォルニアを描いており、正しい習慣がノルマとなり、過去の傷跡がゆっくり癒されている。
元々は無関係な3作品だったが、まとめると1つの主張が見えてくる。1作目ではテクノロジーの欠如により人間性が損なわれることを示し、2作目では過剰なテクノロジーによって（付随する環境破壊とともに）ほとんど完全に人間性が失われることを示し、3作目ではその2つの間の妥協案を提示している。3作目はユートピア小説だが、そこには依然として衝突や悲劇がある。3作に共通して登場する人物がおり、3つの選択肢がどういう意味を持つのかを把握するのに役立つ。

### 火星三部作
ロビンソンの最も有名な作品である。火星に科学者や技術者が初めて入植する様を描くというSF作品である。『レッド・マーズ』、『グリーン・マーズ』、『ブルー・マーズ』 の3作品からなり、題名の色がこの三部作での火星の変化を表している。2027年、火星への最初の植民団が地球から飛び立つところから始まり、200年に及ぶ未来史となっている。最終的に火星は地球化され多くの人々が住むようになり、政治的にも社会的にも多様化する。
様々な登場人物の人生が折り重なるように描かれている。科学、社会学、政治学を深く掘り下げており、物語の進展と共に発展していく。ロビンソンが科学とテクノロジーを愛していることは明らかだが、人間性という大きな柱とのバランスをとっている。ロビンソンが特に興味を持って描いたのは、生態学的持続可能性、性的二形、科学的方法である。
The Martians (1999) は火星三部作の世界と登場人物を扱った短編集である。また、Alexander Winnによって開発、運営されているスマートフォン・タブレット向けシミュレーションゲームTerraGenesisは本作にインスピレーションを得て開発されたと公式に表明している。

### 南極大陸
『南極大陸』(1997) は火星三部作と設定はことなるが、多くの点で似ている。舞台は題名にあるとおり氷の大陸であり、時代設定も現代に近いが、隔離された環境におかれた科学者たちという状況は同じで、登場人物の個性ややりとりを重視する描き方やテーマも似ている。
ロビンソンのその後の作品と同様、生態学的持続可能性が主要なテーマとなっている。南極条約の失効に触発され、資源を獲得しようと企業が南極に関心を持ったことから様々な出来事が発生していく。

### The Years of Rice and Salt
The Years of Rice and Salt (2002) は歴史改変SFであり、ペストによってヨーロッパの人口の99%が死滅し（実際の歴史では約30%が死滅）、アジア系民族が優勢となった世界を描いている。少数の登場人物が輪廻転生を繰り返す様を通して、歴史を描いている。特に、イスラム、中国、ヒンドゥーの文化や哲学を描いている。

### Science in the Capital シリーズ
Forty Signs of Rain (2004)、Fifty Degrees Below (2005)、Sixty Days and Counting (2007) の三作がある。地球温暖化の行く末を描いた作品群で、主要登場人物はアメリカ国立科学財団で働く数名の人物とその関係者である。仏教哲学が1つのテーマとなっており、それを代表する登場人物としてガンジス川デルタ地帯の架空の小国から来た外交官が登場する。その国は海面上昇によって危機に瀕している。

## 主要なテーマ

### 生態学的な持続可能性
事実上ロビンソンの小説は全て生態学的な側面を持っており、それは疑いもなく彼の主要なテーマである。《オレンジカウンティ三部作》では技術と自然の交差のあり方、特にその2つのバランスの保ち方が主題である。《火星三部作》では、テラフォーミングについての考え方の違いから人々がグループに分かれていく様を描く。特に作中で議論されているのは、一見して不毛な火星の荒野に地球の生態圏のように生態学的またはスピリチュアルな価値を持っているかどうかである。Forty Signs of Rain では生態学がテーマであり、地球温暖化問題を扱っている。

### 経済的、社会的正義

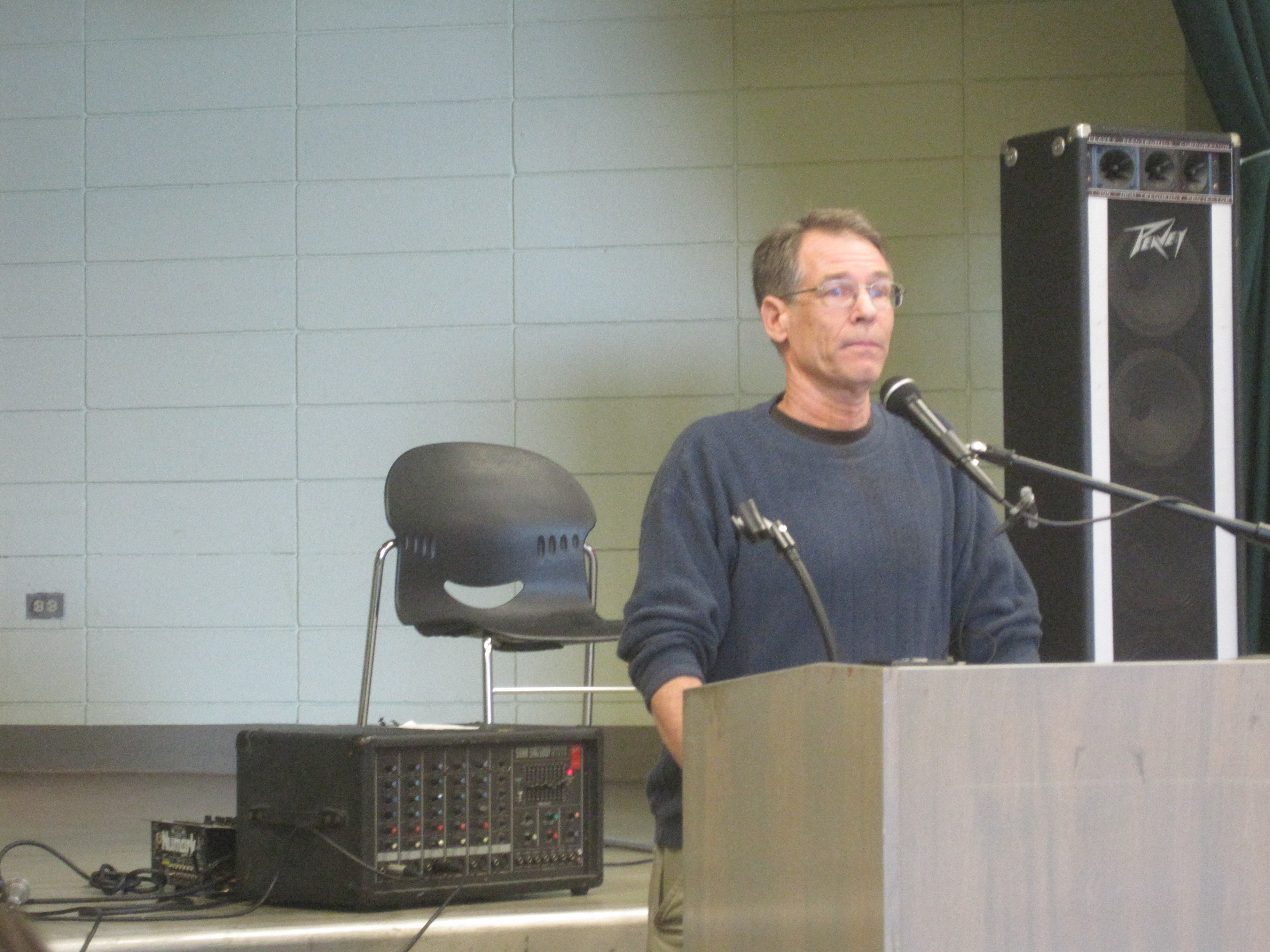
Bay Area Anarchist Bookfair にて、自著の社会的テーマについて語るキム・スタンリー・ロビンソン

ロビンソンの作品はしばしば現代の資本主義社会への代案を提示する。《火星三部作》では、資本主義を封建主義の成長したものと捉え、未来ではもっと民主主義的な経済システムに置き換えられるという考えが出てくる。『グリーン・マーズ』と Blue Mars では、企業を代替するものとして「労働者による所有(Worker-ownership)」や生活協同組合を描いている。<<オレンジカウンティ三部作>>でも同様で、Pacific Edge では社会的な平等主義を促進するために企業の支配の背景となっている法律的枠組みを攻撃するアイデアが出てくる。
ロビンソンの作品では、個人主義や起業家精神を特徴とする環境において、世界を守り強化しようと奮闘する主人公を描くことが多く、その環境で働く企業の政治的または経済的な権威主義に直面することが多い。反資本主義者と言われており、社会主義体制によく似た理想を掲げたフロンティア資本主義の一形態を描くことが多く、既存の覇権主義的企業による資本主義と対立する。特に火星三部作に登場する火星の憲法は社会民主主義思想に沿ったもので、政治経済活動における住民参加要素を明確に強調している。
ロビンソンの作品における環境的・経済的・社会的テーマは、かつてSF作家に多かったリバタリアンSFと対比される（例えば、ロバート・A・ハインライン、ポール・アンダースン、ラリー・ニーヴン、ジェリー・パーネルなど）。彼の作品は「アーシュラ・K・ル＝グウィンの『所有せざる人々』（1974年）以来の反資本主義によるユートピアを描いて成功した作品」といわれている。

### 科学者と市民
ロビンソンの作品では未来の科学者を主人公とすることが多い。主人公は冒険やアクションを行うわけでもなく、平凡な科学者として行動する。そして科学的発見をすることで重要人物となり、他の科学者と協力し、政治に働きかけ、公人となっていく。《火星三部作》や The Years of Rice and Salt では、科学者は自らの発見について、一般にそれを理解させ、どう応用するかを決めることに責任を持っているという考え方が根底にある。ロビンソンの作品に登場する科学者は、環境上または技術上の重要な問題について政策を導くのに最も適した人物として描かれ、一方で政治家はその問題に対して無力だという描かれ方をする。

## 受賞
ロビンソンは主要なSFの賞を11回以上受賞しており、ノミネートは29回以上に上る。
- ヒューゴー賞 長編小説部門: 『グリーン・マーズ』(1994)[7]、『ブルー・マーズ』(1997)[8]
- ネビュラ賞 長編小説部門: 『レッド・マーズ』(1993)[9]、2312 (2012)
- ネビュラ賞 中長編小説部門: The Blind Geometer (1986)
- 世界幻想文学大賞: Black Air (1983)[10]
- ジョン・W・キャンベル記念賞: Pacific Edge (1991)[11]
- ローカス賞: 『荒れた岸辺』(1985)、A Short, Sharp Shock (1991)、『グリーン・マーズ』(1994)、『ブルー・マーズ』(1997)、The Martians (2000)、The Years of Rice and Salt (2003)[12]

## 作品リスト

### 長編
- オレンジカウンティ三部作
  - 『荒れた岸辺』The Wild Shore（1984年）
  - 『ゴールド・コースト』 The Gold Coast（1988年）
  - Pacific Edge（1990年）
- 火星三部作
  - 『レッド・マーズ』 Red Mars（1992年）
  - 『グリーン・マーズ』 Green Mars（1993年）
  - 『ブルー・マーズ』 Blue Mars（1996年）
  - The Martians（1999年）短編集
- Science in the Capital シリーズ
  - Forty Signs of Rain（2004年）
  - Fifty Degrees Below（2005年）
  - Six Days and Counting（2007年）
- Icehenge（1984年） - 冥王星で氷でできたストーンヘンジのような人工物を発見する話。
- 『永遠なる天空の調』 The Memory of Whiteness（1985年）
- Escape from Kathmandu（1988年）
- A Short Sharp Shock（1990年） - ロビンソンとしては珍しいファンタジー。記憶喪失の男が唯一記憶に残っている女を追って旅をする話。
- Black Air（1991年）
- 『南極大陸』 Antarctica（1998年）
- The Years of Rice and Salt（2002年）
- Galileo's Dream（2009年） - ガリレオ・ガリレイが主人公で、29世紀のガリレオ衛星の住人が助けを求めてガリレオを未来に連れて行く話。
- 『2312 太陽系動乱』 2312（2012年）

- Shaman: A Novel of the Ice Age (2013年)
- Aurora (2015年)
- New York 2140 (2017年)
- Red Moon (2018年)
- The Ministry for the Future (2020年)

### 短編集
- The Blind Geometer（1986年）
- The Planet on the Table（1986年）
- A Sensitive Dependence on Initial Conditions（1990年）
- Remaking History（1991年）
- Remaking History and Other Stories（1994年）
- Vinland the Dream and Other Stories（2002年）
- The Lucky Strike（2009年）

### 中短編
- 「石の卵」 Stone Eggs（1983年）
- 「ラッキー・ストライク」 The Lucky Strike （1984年）
- 「三十三枚目のルーアン大聖堂事件」 Mercurial（1985年）
- 「カトマンドゥからの脱出」 Escape from Kathmandu（1986年）
- 「歴史のリメイク」 Remaking History（1989年）
- 「目覚めのまえに」 Before I Wake（1990年）

### 評論
- The Novels of Philip K. Dick（1984年） - 博士論文を単行本化したもの